# Списак језера у Грчкој
У Грчкој има више природних и вештачких језера. Највеће је Трихонида (Царовица) и налази се у округу Етолија-Акарнанија.

## Списак језера
- Костурско језеро
- Дојранско језеро
- Зазари
- Јањинско језеро
- Керкини
- Лагадинско језеро
- Мало Преспанско језеро
- Островско језеро
- Преспанско језеро
- Трихонида